# Stade français (hockey sur gazon)
Pour les articles homonymes, voir Stade français (homonymie).
Le Stade français est un club français comprenant une section de hockey sur gazon fondée en 1903. Les équipes féminines et masculines du Stade évoluent parmi l'élite nationale.

## Palmarès
- EuroHockey Club Champions Trophy: 2006 à Rotweiss Wettingen (équipe première masculine)
- EuroHockey Club Champions Trophy: 1990 à Vienne (équipe première féminine) (2e de la compétition en 1987 à Katowice, et en 1999 à Milan)
- Champion de France masculin : (24, record national) 1905, 1910, 1911, 1912, 1913, 1914, 1920, 1931, 1932, 1933, 1934, 1935, 1937, 1938, 1939, 1944, 1946, 1949, 1951, 1952, 1953, 1957, 1978, 2005
- Champion de France féminin : (43, record national) 1925, 1927, 1929, 1931, 1934, 1937, 1943, 1950, 1953, 1959, 1960, 1961, 1962, 1963, 1964, 1965, 1967, 1968, 1969, 1970, 1971, 1973, 1974, 1976, 1977, 1978, 1979, 1980, 1981, 1982, 1985, 1986, 1987, 1988, 1989, 1990, 1991, 1992, 1994, 1996, 1997, 1998, 2012

## Joueurs français notables
- Tola Vologe, Claus Schindler, François Mange, Claude Hauet, Pascal et Philippe Hauet, Nicolas Keverling, Diran Manoukian, Frederic du Rivau, Stéphane Jaquet, Mickael Vasse, Diran Manoukian, Nicolas Odinet,Jean-Michel Berly,Pascal Texier,

## Joueuses françaises notables
- Sophie Llobet, Françoise Goy Annette Guérin, Christine Guérin, Régine Odinet, Muriel Lazennec, Nathalie Berly-Guérin,